# Banjevac (Krupanj)
Banjevac (Krupanj) (em cirílico: Бањевац) é uma vila da Sérvia localizada no município de Krupanj, pertencente ao distrito de Mačva, na região de Rađevina. A sua população era de 466 habitantes segundo o censo de 2011.

## Demografia
| 1948 | 1953 | 1961 | 1971 | 1981 | 1991 | 2002 | 2011 |
| ---- | ---- | ---- | ---- | ---- | ---- | ---- | ---- |
| 669  | 648  | 606  | 605  | 519  | 525  | 500  | 466  |